# فرودگاه بین‌المللی مووستار
فرودگاه بین‌المللی مووستار (به انگلیسی: Mostar International Airport) (به زبان بومی: Međunarodna Zračna Luka Mostar) یک فرودگاه همگانی با کد یاتا OMO است که یک باند فرود آسفالت دارد و طول باند آن ۲۴۰۰ متر است. این فرودگاه در کشور بوسنی و هرزگوین قرار دارد و در ارتفاع ۴۸ متری از سطح دریا واقع شده‌است.

## شرکت‌های هواپیمایی و مقصدهای پروازی
| شرکت‌های هواپیمایی     | مقصدهای پروازی |
| --------------------- | --- |
| آلبااستار             | چارتر فصلی: اوریو آل سریو، گلاسگو، میلانو مالپنسا |
| بلو پاناروما ایرلاینز | چارتر فصلی: لئوناردو دا وینچی-فیومیچینو |
| هواپیمایی کرواسی      | چارتر فصلی: رفیق حریری بیروت |
| میسترال ایر           | فصلی: باری، ناپل، لئوناردو دا وینچی-فیومیچینو چارتر فصلی: بلوونی گوگلیلمو مارکونی، کاتانیا-فونتاناروسا، کونو لوالدیگی، لامتزیا ترمه، تورین کاسله، پالرمو، رجو کالابریا، اولبیا - کاستا اسمرالدا، کگلیاری-الماس، گالیله, پارما |